# Silvio Amadio
Silvio Amadio (Frascati, 8 agosto 1926 – Roma, 19 maggio 1995) è stato un regista e sceneggiatore italiano.

## Biografia

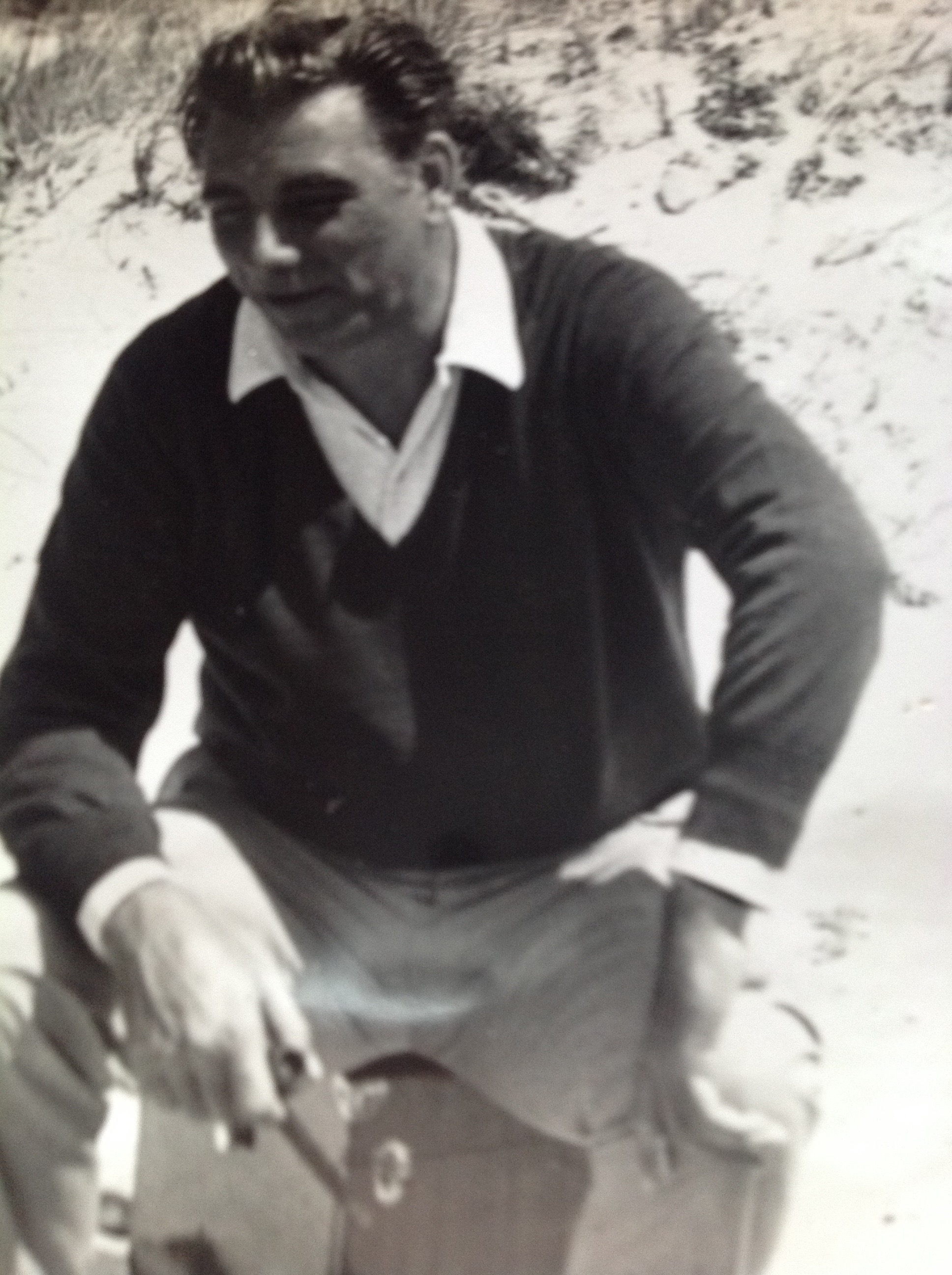
Silvio Amadio nel 1969 sul set de L'isola delle svedesi

Si diploma nel 1947 presso il Centro sperimentale di cinematografia. Dopo un decennio come assistente alla regia (Germi, Blasetti, Clair) e aiuto regista (Raffaello Matarazzo), esordisce alla regia con il film Lupi nell'Abisso, con Folco Lulli e Massimo Girotti, selezionato in concorso alla Berlinale del 1959.
Fra il 1959 e il 1981 ha diretto oltre venti film curando anche la sceneggiatura di buona parte di essi. Dalla seconda metà degli anni '60 è stato attivo anche come produttore (Domizia Cinematografica) diventando anche membro del consiglio direttivo dell'ANICA e vincendo il David di Donatello con il film del 1978 di Daniele Costantini (Premio Speciale Giuria) Una settimana come un'altra.
Sposato con Gabriella Kustermann nel 1953 ha avuto tre figli, Nicoletta (1954-1999), Silvia (1961) e Stefano (1965).

## Filmografia
- Lupi nell'abisso (1959)
- Teseo contro il minotauro (1960)
- Tu che ne dici? (1960)
- L'ammutinamento (1961)
- Le sette folgori di Assur (1962)
- Desideri d'estate (1964)
- Oltraggio al pudore (1964)
- Assassinio made in Italy (1965)
- Per mille dollari al giorno (1966)
- L'isola delle svedesi (1969)
- Disperatamente l'estate scorsa (1970)
- Il sorriso della iena (1972)
- Alla ricerca del piacere (1972)
- ...e si salvò solo l'Aretino Pietro, con una mano davanti e l'altra dietro... (1972)
- Li chiamavano i tre moschettieri... invece erano quattro (1973)
- Come fu che Masuccio Salernitano, fuggendo con le brache in mano, riuscì a conservarlo sano (1973)
- Catene (1974)
- La minorenne (1974)
- Peccati di gioventù (1975)
- Quella età maliziosa (1975)
- Il medico... la studentessa (1976)
- Il medium (1980)
- Il carabiniere (1981)